# Franz Vranitzky
Franz Vranitzky, född 4 oktober 1937 i Wien, är en österrikisk socialdemokratisk (SPÖ) politiker. Han var förbundskansler 1986–1997.
Vranitzky arbetade som bankman, bland annat i österrikiska centralbanken, och var sakkunnig i Finansdepartementet innan han 1984 blev finansminister. Regeringskoalitionen med SPÖ och liberala Frihetspartiet (FPÖ) leddes av förbundskansler Fred Sinowatz. På grund av motsättningar med den nytillträdde presidenten Kurt Waldheim avgick Sinowatz som förbundskansler 1986 och efterträddes av Vranitzky. Han tvingades redan samma år utlysa nyval då koalitionspartiet FPÖ bytt ledning och Jörg Haider blivit utnämnd till partiledare, vilket innebar en politisk förskjutning i högernationalistisk riktning. Efter valet bildades en koalitionsregering mellan SPÖ och det kristdemokratiska Folkpartiet (ÖVP) som bestod under hela Vranitzkys tid som förbundskansler. År 1988 efterträdde han Sinowatz även som partiledare för SPÖ. Han efterträddes som förbundskansler och partiledare av sin finansminister Viktor Klima 1997.